# Severino Varela
Severino Varela (14 września 1913 – 29 lipca 1995) – piłkarz urugwajski, napastnik.
Urodzony w Montevideo Varela karierę piłkarską rozpoczął w 1932 roku w klubie River Plate Montevideo. W 1935 roku podpisał kontrakt z klubem CA Peñarol, z którym zdobył cztery tytuły mistrza Urugwaju z rzędu – w 1935, 1936, 1937 i 1938 roku.
Jako piłkarz Peñarolu wziął udział w turnieju Copa América 1937, gdzie Urugwaj zajął czwarte miejsce. Varela zagrał we wszystkich pięciu meczach – z Paragwajem (zdobył 2 bramki), Peru (zdobył 2 bramki), Chile, Brazylią i Argentyną (zdobył 1 bramkę). Jako zdobywca 5 goli został wspólnie z Argentyńczykiem Alberto Zozayą wicekrólem strzelców turnieju.
Dwa lata później wziął udział w turnieju Copa América 1939, gdzie Urugwaj został wicemistrzem Ameryki Południowej. Varela zagrał we wszystkich czterech meczach – z Ekwadorem (zdobył 3 bramki), Chile (zdobył 1 bramkę), Paragwajem (zdobył 1 bramkę) i Peru (w 70 minucie zmienił go Oscar Chirimini). Jako zdobywca pięciu bramek wspólnie z Peruwiańczykiem Jorge Alcalde został wicekrólem strzelców turnieju.
Wciąż jako gracz Peñarolu wziął udział w turnieju Copa América 1942, gdzie Urugwaj zdobył tytuł mistrza Ameryki Południowej. Varela zagrał we wszystkich sześciu meczach – z Chile (w 70 minucie wszedł za niego Chirimini), Ekwadorem (zdobył 3 bramki, w 80 minucie wszedł za niego Chirimini), Brazylią (zdobył 1 bramkę), Paragwajem (zdobył 1 bramkę), Peru (w 20 minucie wszedł za niego Chirimini) i Argentyną (w 21 minucie wszedł za niego Chirimini).
Wkrótce po zwycięskim turnieju Varela za sumę 38 000 peso przeszedł do argentyńskiego klubu Boca Juniors. W nowym klubie zadebiutował 18 kwietnia 1943 roku w wygranym 3:1 meczu z zespołem Racing Club de Avellaneda. Razem z Boca Juniors Varela zdobył dwa tytuły mistrza Argentyny – w 1943 i 1944 roku.
Ostatni raz zagrał w barwach Boca Juniors 22 grudnia 1945 roku w wygranym 3:2 meczu z Club Nacional de Football, rozegranym w ramach turnieju Copa Confraternidad 1945. Łącznie w barwach Boca Juniors rozegrał 74 mecze (a dokładniej 6591 minut – 44 zwycięstwa i 18 remisów), w których zdobył 46 bramek. W 1946 roku wrócił do Peñarolu, by w 1947 roku zakończyć w nim karierę piłkarską.
Varela od 15 sierpnia 1935 roku do 7 lutego 1942 roku rozegrał w reprezentacji Urugwaju 24 mecze i zdobył 19 bramek. W turniejach Copa América zdobył łącznie 15 bramek, co daje mu trzecie miejsce w strzeleckiej tabeli wszech czasów tej imprezy.
Był napastnikiem o niepozornej, lekko przygarbionej sylwetce. Niezwykle waleczny i zawzięty, Varela nie załamywał się nawet w najtrudniejszych momentach. Wyróżniającą go specjalnością były gole zdobyte szczupakiem, w Ameryce Południowej znane pod nazwą palomita. Potrafił to robić pomimo faktu, że podczas gry stale nosił na głowie biały beret (boina blanca). Jedynie podczas treningów zakładał beret czarnego koloru.